# Карны, Альфонс
Альфонс Карны (пол. Alfons Karny; 10 ноября 1901, Белосток, Гродненская губерния — 14 августа 1989, Варшава) — польский скульптор и художник-график. Он изображал преимущественно выдающихся польских и зарубежных деятелей (Николай Коперник, Адам Мицкевич, Юзеф Пилсудский и др); его гранитные и бронзовые скульптуры получали золотые медали на Всемирных выставках в Брюсселе и Париже.

## Биография
Альфонс Карны родился 10 ноября 1901 года в городе Белостоке входившего в то время в состав Литовского генерал-губернаторства в составе Российской империи (ныне территория Польши) в довольно бедной польской семье.

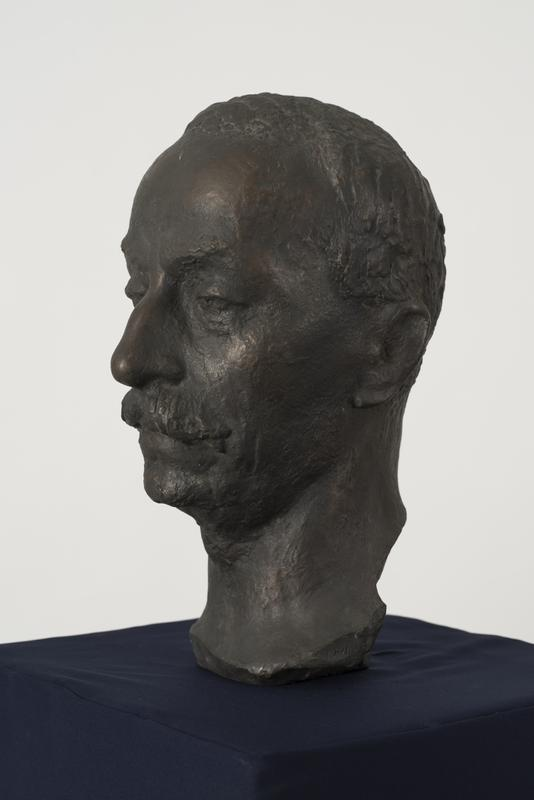
Альфонс Карны
Бюст Артур Горский

В 1920 году он вступил в армию польского генерала Юзефа Халлера, в рядах которой сражался против Рабоче-крестьянской Красной армии Российской Социалистической Федеративной Советской Республики на Северном (польском) фронте Советско-польской войны, где основным противником поляков была Первая конная армия под командованием будущего советского маршала Семёна Михайловича Будённого. Весной 1921 года был подписан Рижский договор, положивший конец войне, и вскоре Карны демобилизовался из польской армии.
В 1923 году Альфонс Карны переехал в польскую столицу и уже со следующего учебного года начал изучать художественное мастерство в Варшавской школе изящных искусств под руководством профессора Тадеуша Бреера. В 1925 году скульптуры Карны были представлены на выставке произведений учащихся художественных школ в рамках Международной выставки декоративного искусства в Париже. После окончания учебы в Академии в 1930 году он, в рамках назначенной ему стипендии, отправился совершенствоваться во Францию, Германию и Бельгию.
В 1932 году Карны принимал участие в Летних Олимпийских играх
В 1933–1934 учебном году Карны преподавал скульптуру в Художественном училище В. Герсона в Варшаве.

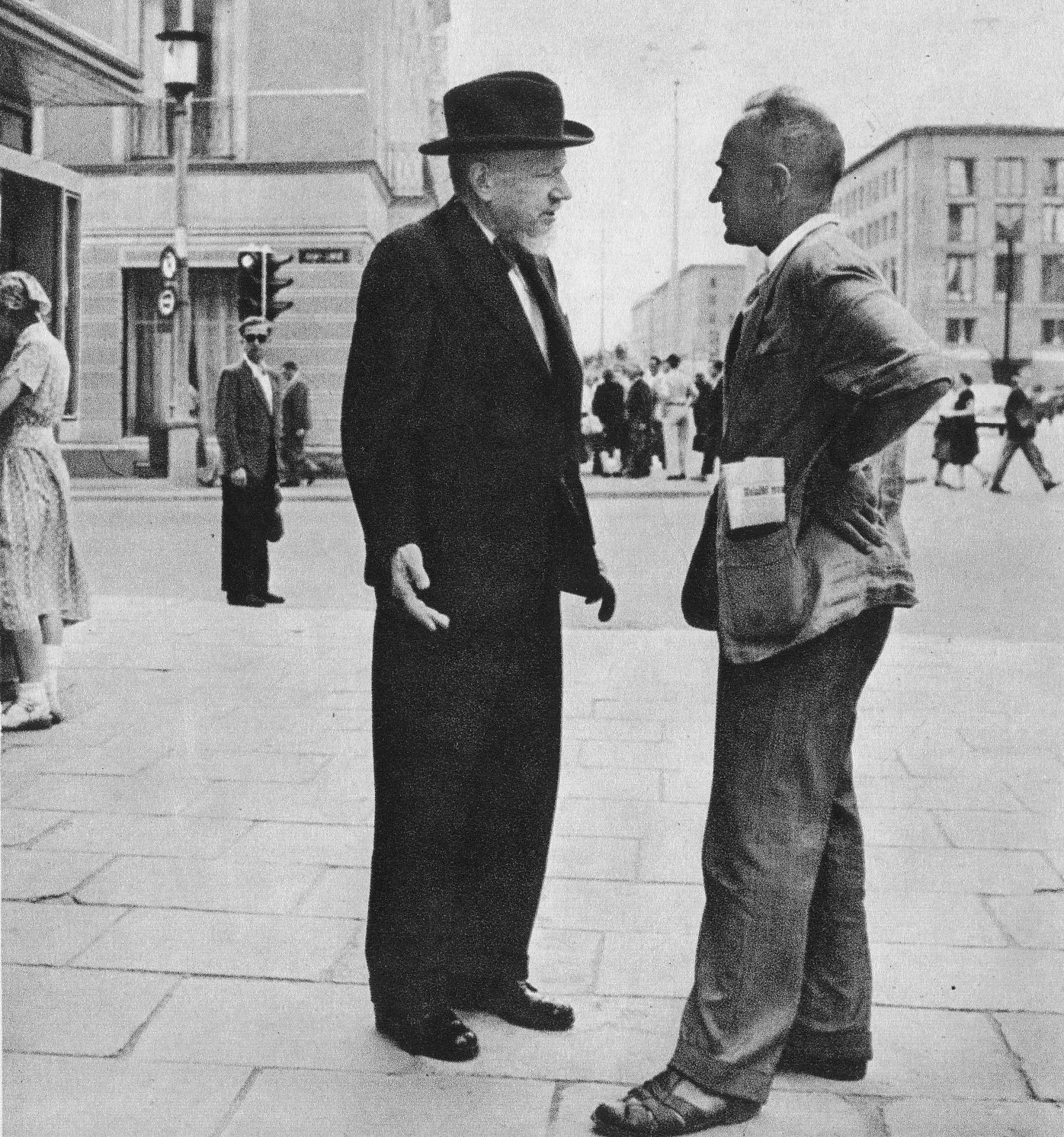
Альфонс Карны и Леопольд Стафф (Варшава, 1950-е)

В 1939 году скульптуры Альфонса Карны были выставлены в Лондоне, а затем в Нью-Йорке – откуда они так и не вернулись из-за Второй мировой войны, когда Германия и СССР вторглись в Польшу и поделили её территорию согласно Пакту Молотова — Риббентропа. Польская кампания вермахта и нападение РККА на Польшу окончились для Карны тем, что его мастерская, в которой находилась значительная часть его скульптур, была полностью разрушена при бомбардировке польской столицы.
Оправившись от удара, Карны с 1940 года стал интенсивно работать на новом месте, но во время Варшавского восстания его новую мастерскую и новые скульптуры постигла участь старой.
После капитуляции Германии Карны работал в русле польского соцреализма, однако произведения этого периода, хотя и затрагивали актуальные для того времени темы, по стилю не сильно отличались от тех форм, которые сложились в творчестве художника в 1930-е годы. В 1949 году он получил студию в Варшаве на улице Вейской, а в 1960 году скульптор открыл в Гданьске летнюю мастерскую, куда с тех пор приезжал каждый сезон.
В 1963 году открылась первая индивидуальная выставка Карны — передвижное шоу скульптур.
Альфонс Карны умер 14 августа 1989 года в городе Варшаве и был похоронен на кладбище Старые Повонзки. В сентябре состоялась посмертная выставка художника, подготовленная им ещё при жизни.
После смерти Карны в его родном городе был открыт Музей скульптуры имени Альфонса Карны. Его заслуги были также отмечены орденом Возрождения Польши, орденом «Знамя Труда», Крестом Заслуги, медалью «10-летие Народной Польши» и другими наградами.